# Jacques Santer
Jacques Santer (Wasserbillig, Luxemburgo, 18 de mayo de 1937) es un político luxemburgués que sucedió al francés Jacques Delors en la Presidencia de la Comisión Europea en 1995, y que fue predecesor de Manuel Marín, que llegó al cargo en 1999. Lo podríamos presentar como democristiano y europeísta moderado. Su candidatura fue propuesta por el también democristiano alemán, Helmut Kohl.

## Biografía
Estudió Derecho y Economía en la Universidad de París. A partir de 1962 ocupa cargos ministeriales en su país como miembro del Partido Popular Social Cristiano luxemburgués, entrando a formar parte del Ministerio de Seguridad Social. Se convierte en el líder del partido en el año 1979, año en él se hace cargo de la Cartera de Finanzas hasta 1989, primero bajo la presidencia de Pierre Werner y a partir de 1984 bajo su propia presidencia, ya que en 1984 gana las elecciones y se convirtió en primer ministro. Este cargo lo mantendrá hasta enero de 1995, año en el que fue sustituido por Jean-Claude Juncker.
Entre 1984 y 1989 fue miembro del Banco Mundial, y entre 1991 y 1994 gobernador del Fondo Monetario Internacional.

## Visión europea
En 1974 fue escogido diputado del Parlamento Europeo, siendo vicepresidente del mismo entre 1975 y 1977.
El 1995 finaliza su labor como primer ministro de Luxemburgo y fue nombrado Presidente de la Comisión Europea, propuesto por el Canciller alemán Helmut Kohl, cargo que ocupa hasta 1999. Aquel año la Comisión presidida por Jacques Santer tuvo que dimitir como consecuencia de presuntas tramas de corrupción. Entre 1999 y 2004 Santer fue miembro del Parlamento Europeo.

## Premios
- 1997, Premio Grupo Compostela.
- 1998, Premio Príncipe de Asturias de Ciencias Sociales junto con el también luxemburgués Pierre Werner.[1]

| Predecesor: Pierre Werner  | Primer ministro de Luxemburgo 1984-1995     | Sucesor: Jean-Claude Juncker     |
| Predecesor: Jacques Delors | Presidente de la Comisión Europea 1995-1999 | Sucesor: Manuel Marín (interino) |